# Maurice Sheehy
Maurice Patrick Sheehy (* 1928 in Dublin; † 24. August 1991 ebenda) war ein irischer Altphilologe, Paläograph und Kirchenhistoriker. Er war zuletzt Professor für Paläographie und Spätlatein am University College Dublin.

## Leben
Maurice Sheehy studierte zunächst am University College Dublin, später auch in Frankreich und Italien.
Besondere Verdienste erwarb sich Maurice Sheehy mit der Herausgabe der zweibändigen Pontificia Hibernica, einem monumentalen Werk, das in einer kritischen Textausgabe knapp 500 an Irland gerichtete päpstliche Briefe von Johannes IV. (640) bis zu Alexander IV. (1261) entweder vollständig oder zumindest zusammenfassend präsentiert und ausführlich kommentiert. Die Mehrheit der Texte beruhte auf den Vatikan-Registern von 1198 bis 1261, aber Maurice Sheehy wertete auch zahlreiche Handschriften in Armagh, Dublin, Cambridge und auf dem europäischen Kontinent selbst aus. 1963 erhielt er für den ersten Teil des Werkes den irischen Preis der Geschichtsforschung an seiner Universität.
Als 1966 Frank O’Connor starb, hatte er den zweiten Band seiner Autobiografie noch nicht vollendet. Maurice Sheehy, der Frank O’Connor seit 1963 persönlich kannte, untersuchte all die überlieferten Entwürfe und Texte, so dass er 1968 My Father's Son von Frank O’Connor herausgeben konnte. Ein Jahr später gab er einen Gedenkband über Frank O’Connor heraus, an dem sich viele seiner Freunde und Kollegen beteiligten.
Parallel begann Maurice Sheehy mit den Arbeiten zu einer neuen Edition der Collectio Canonum Hibernensis, da die von Hermann Wasserschleben 1874 und 1885 veröffentlichte Fassung nur eine der Rezensionen berücksichtigt und somit schon seit längerer Zeit nicht mehr dem aktuellen Forschungsstand entsprach. Vorarbeiten erfolgten hier bereits von Joseph C. Wey am Pontifical Institute of Mediaeval Studies in Toronto, der diese jedoch nicht mehr fortsetzen konnte, nachdem er 1961 das Amt des kanadischen Provinzoberen der Kongregation St. Basilius übernahm. Erste Resultate aus seiner Arbeit an diesem Projekt stellte Maurice Sheehy 1968 bei einer Konferenz über Kanonisches Recht in Straßburg vor. Weitere Arbeiten folgten 1982 und 1987, jedoch konnte er durch seinen frühen Tod seine Arbeit nicht beenden.

## Schriften (Auswahl)
- English Law in Medieval Ireland. Aus: Archivium Hibernicum, Jahrgang 1960, Band 23, S. 167 ff.[6]
- Pontificia Hibernica: Medieval Papal Chancery Documents Concerning Ireland 640-1261. Zwei Bände, M. H. Gill, Dublin 1962 und 1965.[3]
- Diplomatica: Unpublished Medieval Charters and Letters Relating to Ireland. Aus: Archivium Hibernicum, Jahrgang 1962, Band 25, S. 123 ff.[6]
- Concerning the Origin of Early Medieval Irish Monasticism. Aus: Irish Theological Quarterly, Jahrgang 1962, Band 29, S. 136 ff.[6]
- Influences of Ancient Irish Law on the Collectio Canonum Hibernensis. Aus: Proceedings of the Third International Congress of Medieval Canon Law, Strasbourg, 3–6 September 1968, herausgegeben von Stephan Kuttner und Ken Pennington, Monumenta iuris canonici, Series C, Subsidia 6, Vatikanstadt 1971, S. 31–41.[7]
- The Platonist. Aus: Michael/Frank: Studies on Frank O’Connor. With a bibliography of his writing., herausgegeben von Maurice P. Sheehy, Gill and Macmillan, Dublin 1969, S. 121–128.
- When The Normans Came To Ireland. Mercier Press, Cork 1975, die Neuauflage von 1998: ISBN 1-85635-267-6.
- The Collectio Canonum Hibernensis – a Celtic Phenomenon. Aus: Die Iren und Europa im früheren Mittelalter, herausgegeben von Heinz Löwe, Teilband 1, Klett-Cotta, Stuttgart 1982, ISBN 3-12-915470-1, S. 524–535.
- The Dingle peninsula. 18 walks through its heritage. Kingdom Printers, Tralee 1986.
- The Bible and the Collectio canonum Hibernensis. Aus: Irland und die Christenheit, Ireland and Christendom: Bibelstudium und Mission: The Bible and the Missions, herausgegeben von P. N. Chatháin und Michael Richter, Stuttgart 1987, S. 277–283.[7]